# Raoul de Roussy de Sales
Graf Raoul Jean Jacques Francois de Roussy de Sales (* 5. März 1896; † 3. Dezember 1942 in New York City, Vereinigte Staaten) war ein französischer Journalist.
Roussy de Sales war der Sohn von Emmanuel Jean François de Roussy de Sales (1861–1933) und dessen US-amerikanischer Ehefrau Rosalie Lillian Rheims (1868–1948). Sein Onkel George Alexander Lucien Rheims überlebte 1912 den Untergang der Titanic. Er wuchs in Paris und England auf. Er war seit 1925 mit Reine Marie (Tracey) Stewart verheiratet, die aus erster Ehe zwei Kinder mitbrachte. Mit ihr hatte er einen Sohn, Aymon de Roussy de Sales († 2001).
Er kam 1932 in die Vereinigten Staaten um für Revue de Paris über den New Deal zu berichten und war Korrespondent für Paris-Soir, Paris-Midi, L'Europe Nouvelle und das Havas-Nachrichtenbüro. Während des Zweiten Weltkrieges galt er als Sprachrohr Charles de Gaulles in den USA. Er starb am 3. Dezember 1942 an einer Krankheit.

## Werke
- My new Order – Adolf Hitler, Reynal & Hitchcock, 1941
- The Making of Tomorrow, Reynal & Hitchcock, 1942
- The Making of Yesterday, New York, Reynal, 1947
- L'Amérique entre en guerre, Paris, La jeune Parque, 1948 (Tagebuch)